# Kuşadası (district)
Kuşadası is een Turks district in de provincie Aydın en telt 73.543 inwoners (2007). Het district heeft een oppervlakte van 224,6 km². Hoofdplaats is de badplaats Kuşadası.
De bevolkingsontwikkeling van het district is weergegeven in onderstaande tabel.
| 1997   | 2000   | 2007   |
| ------ | ------ | ------ |
| 51.267 | 65.765 | 73.543 |

Aydın · Bozdoğan · Buharkent · Çine · Didim · Germencik · İncirliova · Karacasu · Karpuzlu · Koçarlı · Köşk · Kuşadası · Kuyucak · Nazilli · Söke · Sultanhisar · Yenipazar